# 岡田善雄
岡田 善雄（おかだ よしお、1928年3月10日 - 2008年1月16日）は、日本の医学者（細胞工学）、医師。位階は従三位。勲等は勲一等。大阪大学名誉教授、文化功労者、文化勲章受章者。
大阪大学微生物病研究所教授、大阪大学細胞工学センターセンター長、財団法人千里ライフサイエンス振興財団理事長などを歴任した。

## 概要
広島県呉市出身の細胞生物学者である。バイオテクノロジーの基本技術である「細胞融合現象」を発見した細胞工学のパイオニアとして知られている。大阪大学名誉教授。

## 研究
大阪大学微生物病研究所助手となった後の1955年、ウイルスをがん細胞に注射したところ、見たこともない巨大細胞ができた。「生物の細胞は互いに細胞膜で隔てられ、受精などを除いて合体はありえない」という生物学の常識を覆す大発見の瞬間だった。
細胞をウイルス感染によって融合させるという手法に用いたこのウイルスは、アメリカへの移送元である東北大学にちなみ「センダイウイルス」、あるいはHVJ（日本の血液凝集ウイルス）として世界に知られている。
1957年に発表した細胞融合に関する世界初の論文は、欧米で大きな反響を呼び画期的大発見と最高の評価が下された。これ以後、人間とネズミとの細胞融合をはじめ、色々な組み合わせの融合ができることが分かり、細胞レベルでの遺伝学やウイルスによる発ガンの研究が飛躍的に進展した。また2種類の細胞の性質が混じった細胞を作る方法は、遺伝子組み換えなどとともにバイオテクノロジーの柱の一つになった。新薬や医療技術の開発、新しい植物の開発、農作物の品種改良、有用微生物の改良など、様々な分野で利用されている。生命科学や基礎医学の発展に及ぼした影響は計り知れない。近年、万能細胞として脚光を浴びる山中伸弥京都大学教授の人工多能性幹（iPS）細胞も、この系譜上にあるといえる。
岡田は現代のバイオテクノロジーの発展につながる先駆者となったが、当時の国内ではその意義を理解する人は少なく、環境の整った欧米で研究は花開き生命科学の発展に繋がっていった。
岡田はその後も細胞外融合反応、体細胞の遺伝学的研究、体細胞の細胞工学的研究を進めバイオサイエンス、バイオテクノロジーの発展に寄与した。大阪大学内に生命科学研究の拠点となる細胞工学センターの設立に尽力し、初代所長を務め多くの優秀な人材を育てた。不器用だが実直で温かい人柄を慕い、退官後も相談に訪れる研究者は後を絶たなかった。その他、日本細胞生物学会長、文部省学術審議会委員等の要職を務めた。

## 略歴
- 広島県立呉第一中学校卒業
- 1945年10月 - 海軍兵学校卒業（第75期）
- 高知高等学校卒業
- 1952年3月 - 大阪大学医学部卒業
- 1953年7月 - 大阪大学微生物病研究所助手（防疫学部）
- 1962年4月 - 大阪大学微生物病研究所助教授
- 1973年10月 - 大阪大学微生物病研究所教授
- 1982年4月 - 大阪大学細胞工学センター長（1987年3月まで）
- 1990年7月 - 財団法人千里ライフサイエンス振興財団理事長（2007年3月まで）
- 1991年3月 - 大阪大学定年退官
- 1991年4月 - 大阪大学名誉教授[2][3]
- 2008年1月16日 - 解離性大動脈瘤のため逝去、79歳没。

## 賞歴
- 朝日賞（1971年）（細胞融合現象の解析により）[4]
- 武田医学賞（1975年）（HVJによる細胞融合現象の発見と細胞工学的応用により）[5]
- 日本人類遺伝学会賞（1978年）
- 藤原賞（1979年）（HVJによる細胞融合現象の発見と研究により）[6]
- 恩賜賞・日本学士院賞（1980年）（細胞融合現象の解析と細胞工学的応用により）[7]

## 栄典
- 文化功労者（1982年）
- 文化勲章（1987年）
- 勲一等瑞宝章（2000年）
- 広島県名誉県民（1989年）[8]
- 従三位（2008年）

## 主な著書
- 『細胞融合』 （1971年）
- 『細胞行動と器官形成』 （1973年）
- 『細胞融合と細胞工学』（1976年）
- 『体細胞遺伝学』　共著（1981年）
- 『細胞の増え方』（1989年）
- 『細胞融合と生命科学』（2001年）